# Nacella kerguelenensis
Nacella kerguelenensis is een slakkensoort uit de familie van de Nacellidae. De wetenschappelijke naam van de soort is voor het eerst geldig gepubliceerd in 1877 door Smith.